# Andres Ambühl
Andres Ambühl (ur. 14 września 1983 w Davos) – szwajcarski hokeista, reprezentant kraju, 5-krotny olimpijczyk, 20-krotny uczestnik mistrzostw świata elity, podczas których rozegrał 151 spotkań (rekordzista pod tym względem na świecie), 3-krotny wicemistrz świata.

## Kariera
Uczestniczył w 20 turniejach mistrzostw świata: 2004, 2005, 2006, 2007, 2008, 2009, 2010, 2011, 2012, 2013, 2014, 2015, 2016, 2017, 2019, 2021, 2022, 2023, 2024, 2025 oraz 5 turniejach olimpijskich: 2006, 2010, 2014, 2018, 2022. Był chorążym ekipy szwajcarskiej na Zimowe Igrzyska Olimpijskie 2022. W seniorskiej reprezentacji Szwajcarii rozegrał 342 oficjalne spotkania międzypaństwowe (rekordzista pod tym względem na świecie), zdobywając 55 goli i 152 punkty, zaliczając 97 asyst i 176 minut karnych.

## Sukcesy
Reprezentacyjne
- Srebrny medal mistrzostw świata do lat 18: 2001
- Srebrny medal mistrzostw świata: 2013, 2024, 2025

Klubowe
- Złoty medal mistrzostw Szwajcarii: 2002, 2005, 2007, 2009, 2012, 2015
- Puchar Spenglera: 2004, 2006, 2023

Indywidualne
- Mistrzostwa Świata w Hokeju na Lodzie 2008/Elita:
  - Jeden z trzech najlepszych zawodników reprezentacji w turnieju
- Mistrzostwa Świata w Hokeju na Lodzie 2010/Elita:
  - Jeden z trzech najlepszych zawodników reprezentacji w turnieju
- Puchar Spenglera 2008:
  - Skład gwiazd turnieju
  - 1. miejsce w klasyfikacji kanadyjskiej turnieju: 6 punktów
- National League A (2011/2012):
  - 1. miejsce w klasyfikacji kanadyjskiej w fazie play-off: 14 punktów
- Mistrzostwa Świata w Hokeju na Lodzie 2015/Elita:
  - Jeden z trzech najlepszych zawodników reprezentacji w turnieju[3]
- Mistrzostwa Świata w Hokeju na Lodzie 2017/Elita:
  - Jeden z trzech najlepszych zawodników reprezentacji w turnieju[4]
- Hokej na lodzie na Zimowych Igrzyskach Olimpijskich 2018 – turniej mężczyzn:
  - 5. miejsce w klasyfikacji asystentów turnieju: 5 asyst[5]